# Alacón
|  | No s'ha de confondre amb Alagón. |

Alacón és un municipi d'Aragó a la província de Terol a la comarca d'Andorra-Serra d'Arcs. Pertany al Partit judicial de Calamocha. El poble és al capdamunt d'un penya-segat que s'aixeca sobre els barrancs de la Muela i del Mortero. Entre ambdós, s'aprofita una font que dona lloc a una bassa i hi ha l'ermita de San Miguel, on els habitants d'Alacón hi fan un aplec el dia del sant. Està integra en el Parc cultural del Río Martín. En el nucli urbà, a més, hi ha l'ermita del Calvari, amb la Torre Vella, d'origen àrab i que es conserva en molt mal estat. Al seu costat hi ha el recent inaugurat Museu del Molí, sobre el procés de producció de l'oli d'oliva i que ocupa l'espai que abans era el trull. Hi ha unes 500 bodegues perforades al costat nord de la penya on s'assenta el poble i que adopta, una forma de terrassa per pal·liar el fort pendent. A dins, s'hi elabora i s'hi guarda el vi produït a partir de les vinyes de la zona. La festa major és el dia 16 d'agost, Sant Roc i el 29 de setembre, Sant Miquel.